# Saint Joseph (Oregon)
Saint Joseph az Amerikai Egyesült Államok északnyugati részén, Oregon állam Yamhill megyéjében, az Oregon Route 99W közelében elhelyezkedő kísértetváros.
Napjainkban több kísérletet is tettek a település felélesztésére, azonban ezek sikertelenek voltak.

## Története

### Megalapítása
A helyszínt Ben Holladay választotta a Lafayette és McMinnville közötti verseny kiélezéséhez. Nevét a Missouri állambeli St. Joseph-ről (más források szerint Holladay fivéréről) kapta. A posta 1872 és 1878 között működött.
Holladay tervei között szerepelt a vasútvonal Willamette-völgyig történő meghosszabbítása, azonban ehhez nem voltak forrásai. A településen fordítókorongot létesítettek. Egykor 150 lakóház, szálloda és postakocsi-állomás is volt itt. Henry Villard 1878-ban Corvallisig hosszabbította a vonalat, melynek végállomása a jelentősebb McMinnville lett.

### Vasúti közlekedés
A térség vasúti pályái 1887-ben a Southern Pacific Transportation Company tulajdonába kerültek. 1906-tól a kiépített deltavágányon Forest Grove, Newberg és Corvallis felé haladhattak a vonatok. A Red Electric vonalán 1929-ben megszűnt a személyforgalom, a pályát innentől teherszállításra használták.
Az 1970-es évek végétől a nyugati, Saint Joseph-i szárnyvonalon már alig zajlott személyszállítás, azt főképp a helyi fűrészüzem kiszolgálására használták. 1980-ban már csak kocsikat tároltak itt, 1985-ben pedig a Carlton és a gyár közötti szakaszt elbontották; pótlására a Saint Joseph-től északra húzódó szárnyvonalat Carltonig hosszabbították. Az 1990-es évek elején több mint három kilométer hosszan megszüntették a pályát; a fennmaradó szakaszon a Portland and Western Railroad (PNWR) járműveit tárolják. A PNWR a Newberg–Saint Joseph–Corvallis útvonalon ma is fenntartja a személyforgalmat.

### Gazdasági világválság
A nagy gazdasági világválság idején a kormányzati földtulajdonon lakóházakat, garázsokat és pajtákat építettek, majd a területet fél hektáronként száz dollárért értékesítették.

## Fordítás
- Ez a szócikk részben vagy egészben  a   Saint Joseph, Oregon című angol Wikipédia-szócikk ezen változatának fordításán alapul.  Az eredeti cikk szerkesztőit annak laptörténete sorolja fel. Ez a jelzés csupán a megfogalmazás eredetét és a szerzői jogokat jelzi, nem szolgál a cikkben szereplő információk forrásmegjelöléseként.